# 婦人の肖像 (クリムト)
『婦人の肖像』（ふじんのしょうぞう、伊: Ritratto di signora, 英: Portrait of a Lady）は、オーストリアの画家グスタフ・クリムトが1916年から1917年にかけて描いた絵画である。

## 概要
クリムトの晩年の作品である。イタリア北部の都市ピアチェンツァに所在するリッチ・オッディ近代美術館に所蔵されている。

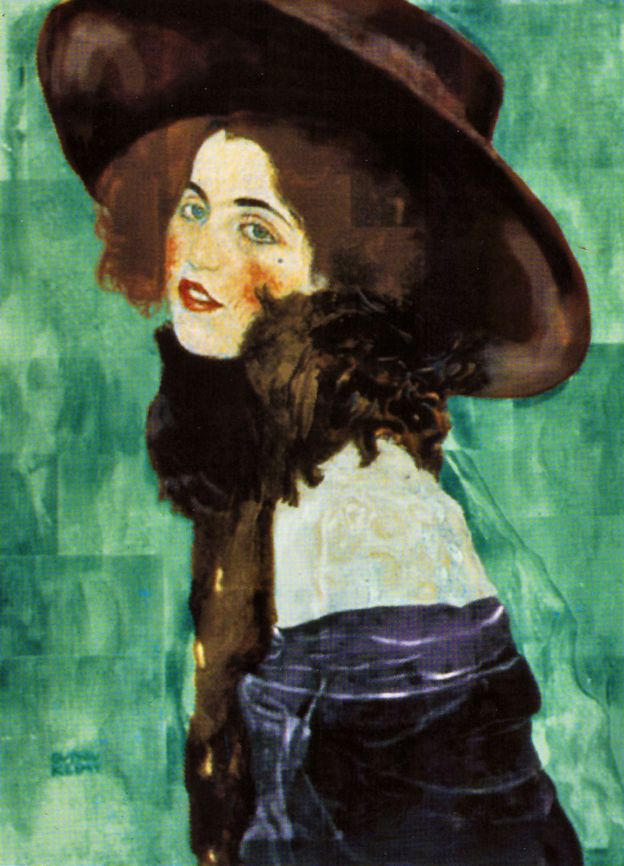
『若い婦人の肖像』

縦 60 センチメートル、横 55 センチメートルの大きさをもつ。カンヴァスに油彩で描かれている。本作は、表現主義に分類されるもので、1人の若い女性の上半身が描かれている。女性の髪の色は黒色であり、頬は赤色である。女性は、左の肩越しに視線を向けている。背景は、エメラルドグリーンで塗られている
1925年、ジュゼッペ・リッチ・オッディが本作を買収する。1912年にドイツのドレスデンで展示され、同じ年に所在がわからなくなっていた『若い婦人の肖像』という絵画の上から本作が描かれていることが、1996年4月頃に美術学生によって発見され、美術界で「2つのクリムト」として知られることになった。『若い婦人の肖像』は、本作とは異なり、女性が帽子とスカーフを身につけている。

## 盗難
1997年2月22日、リッチ・オッディ近代美術館が改修工事に伴って閉館されていた際に、本作の所在が不明になる。作品の金色のフレームと紐が美術館の屋根の上で発見されたことから、夜の間に何者かが美術館の天窓から鉤のような器具を取り付けた紐を垂らし、本作を吊り上げて盗み去ったか、もしくは何者かが天窓から美術館の中に侵入して本作を盗み去った可能性があると考えられていた。
同年4月1日、イタリアとフランスの国境に位置するヴェンティミーリアにおいて、政治家ベッティーノ・クラクシ宛ての小包を国境警備隊が回収し検査したところ、クリムトによると思われる作品が入れられていた。しかし、それは巧妙に作られた贋作であることが判明した。
2019年12月10日、庭師がリッチ・オッディ近代美術館の外壁表面を覆うツタを取り除いていたところ、金属製の小さなドアを発見し、その中のスペースから本作が発見された。作品は黒いビニール製のごみ袋に入れられており、無傷であった。2020年1月17日、発見された作品が、クリムトによって描かれた本物であることが明らかにされた。